# The Dharma Bums
The Dharma Bums er en roman fra 1958 af den amerikanske beat-forfatter Jack Kerouac. Den halvbiografiske roman omhandler begivenheder, der fandt sted flere år efter hans roman On the Road. Hovedpersonerne er fortælleren Ray Smith (der er baseret på Kerouac) og Japhy Ryder (der er baseret på digteren, essayisten og buddhisten Gary Snyder). Bogen handler overvejende om den dualitet, der var i Kerouacs liv og idealer, og den udforsker forholdet mellem udendørslivet, bjergbestigning, vandreture i vildmarken i det vestlige USA på den ene side og hans storbyliv med jazzklubber, digtoplæsninger og drukfester.
En af bogens vigtigste episoder handler om Smith, Ryder og Henry Morley (baseret på vennen John Montgomery), der bestiger Matterhorn Peak i Californien. Dette var Kerouacs første erfaring med denne form for bjergbestigning og den fik ham til at tilbringe den følgende sommer som brandvagt i et udkigstårn på Desolation Peak i staten Washington. Som eksempel på den førnævnte dualitet er en af de andre vigtige begivenheder i romanen en beskrivelse af den legendariske Six Gallery-oplæsning i 1955, hvor Allen Ginsberg for første gang fremførte sig digt Howl (kaldet "Wail" i romanen) og hvor andre forfattere, bl.a. Snyder, Kenneth Rexroth, Michael McClure og Philip Whalen optrådte.
Ray Smiths fortælling drives fem af Japhy Ryder, hvis forkærlighed for det enkle liv og zenbuddhisme i høj grad påvirkede Kerouac, da han begyndte at bliv mere moden efter kæmpesuccesen med On the Road. Handlingen skifter mellem det vilde, f.eks. tre-dages fester og udførelsen af det buddhistiske seksuelle ritual "Yab-Yum" på den ene side, og sublime, fredfyldte billeder, hvor Kerouac søger en form for transcendens. Romanen slutter med et skift i fortællestilen, hvor Kerouac arbejder alene som brandvagt i et udkigstårn på Desolation Peak. Disse elementer er med til at placere The Dharma Bums på en vigtig skillevej og den er således et forvarsel om de bevidsthedsudforskende værker af andre forfattere i 1960'erne, f.eks. Timothy Leary og Ken Kesey.

Denne artikel er en oversættelse af artiklen The Dharma Bums på den engelske Wikipedia